# Place Croix-du-Sud
La place Croix-du-Sud, ou plus simplement la Croix-du-Sud, est le quatrième grand ensemble architectural de style brutaliste édifié au début des années 1970 à Louvain-la-Neuve, section de la ville belge d'Ottignies-Louvain-la-Neuve, en Brabant wallon. Le nom officiel de cette place est Croix du Sud, tout court.

## Localisation
La place Croix-du-Sud, sur laquelle débouchent la rue Adolphe Quetelet, la rue Teilhard de Chardin, la rue de la Croix-du-Sud et la rue de la Chaufferie, se situe à quelques dizaines de mètres au sud de la place des Sciences et de la place Sainte-Barbe, et à l'ouest du Cyclotron.

## Historique

### Genèse de la ville universitaire de Louvain-la-Neuve
Au cours des années 1960, le nombre d'étudiants de l'Université catholique de Louvain augmente rapidement en raison de l'évolution démographique et de la démocratisation des études supérieures. La loi du 9 avril 1965 sur l'expansion universitaire autorise la partie francophone de l'Université à envisager son expansion à Woluwe-Saint-Lambert et en Brabant wallon, ce qui amène l'Université à acquérir 150 hectares dès septembre 1966 sur le plateau agricole de Lauzelle à Ottignies.
Par ailleurs, les tensions entre les communautés linguistiques francophone et néerlandophone deviennent explosives à cause des revendications du mouvement flamand (né dès 1840) qui exige l'homogénéité culturelle de la Flandre. Ces tensions atteignent leur paroxysme en 1967-1968 avec l'affaire de Louvain, crise politique connue sous les noms de « Walen Buiten » (« Les Wallons dehors ») et de « Leuven Vlaams » (« Louvain flamande ») durant laquelle les Flamands exigent le départ des étudiants francophones de Louvain au nom du droit du sol et de l'unilinguisme régional, ce qui amène l'Université à décider le transfert intégral de sa section francophone hors de Louvain et à faire sortir de terre une ville universitaire entièrement neuve à Ottignies à partir de 1970,.
La loi du 24 mai 1970 institue deux universités séparées, la première pierre de la ville nouvelle de Louvain-la-Neuve est posée le 2 février 1971 et la faculté des Sciences appliquées ainsi que les premiers habitants s'y installent dès 1972.

### Construction de la place Croix-du-Sud
La place Croix-du-Sud, construite en 1974-1975,,,,,, fut le quatrième grand chantier et le quatrième ensemble architectural de style brutaliste de Louvain-la-Neuve, après le Cyclotron (Roger Bastin 1970-1972), la place Sainte-Barbe (1972) et la place des Sciences (André Jacqmain 1970-1975).

## Architecture

### Style brutaliste

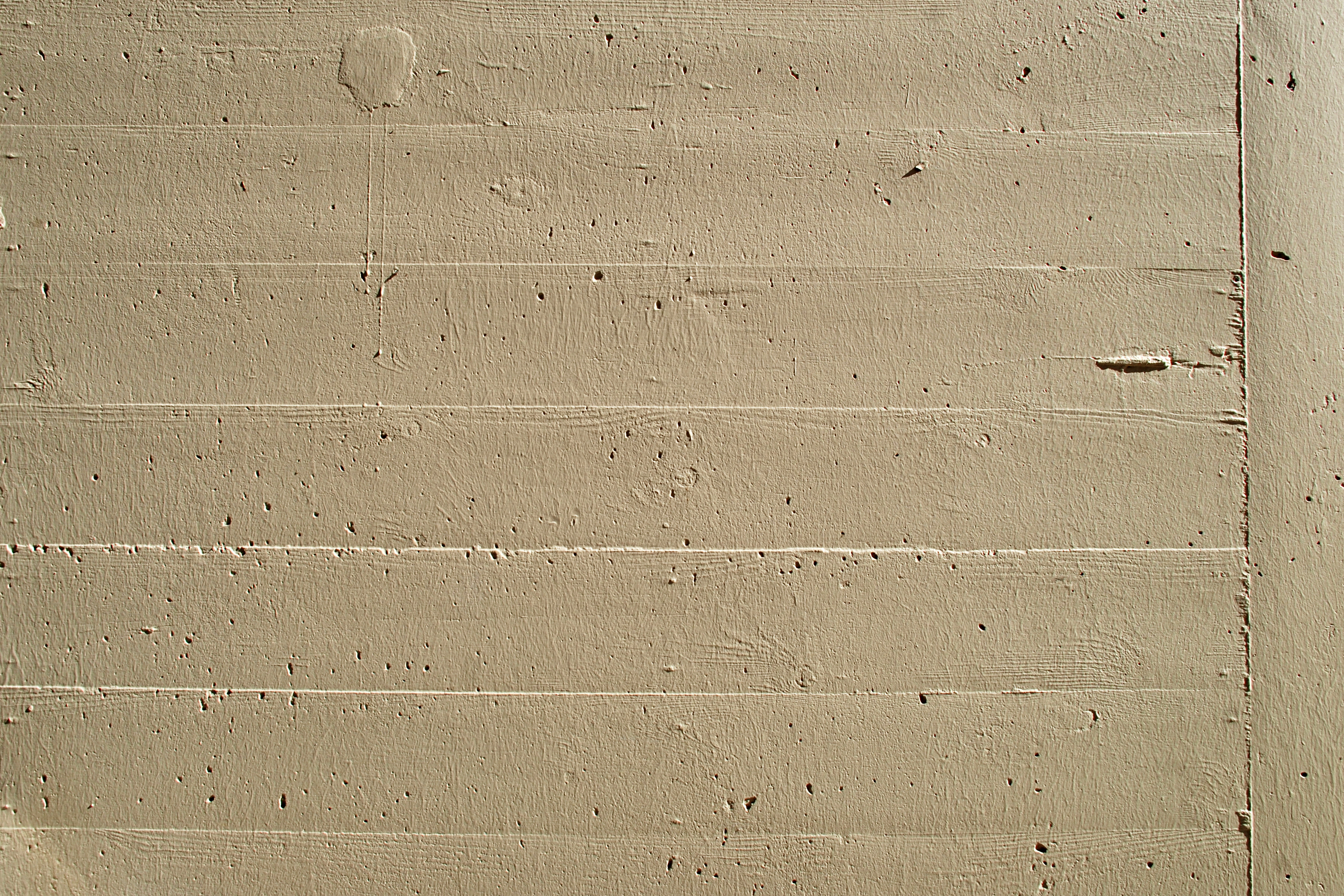
Surface en « béton brut »
du bâtiment Carnoy.

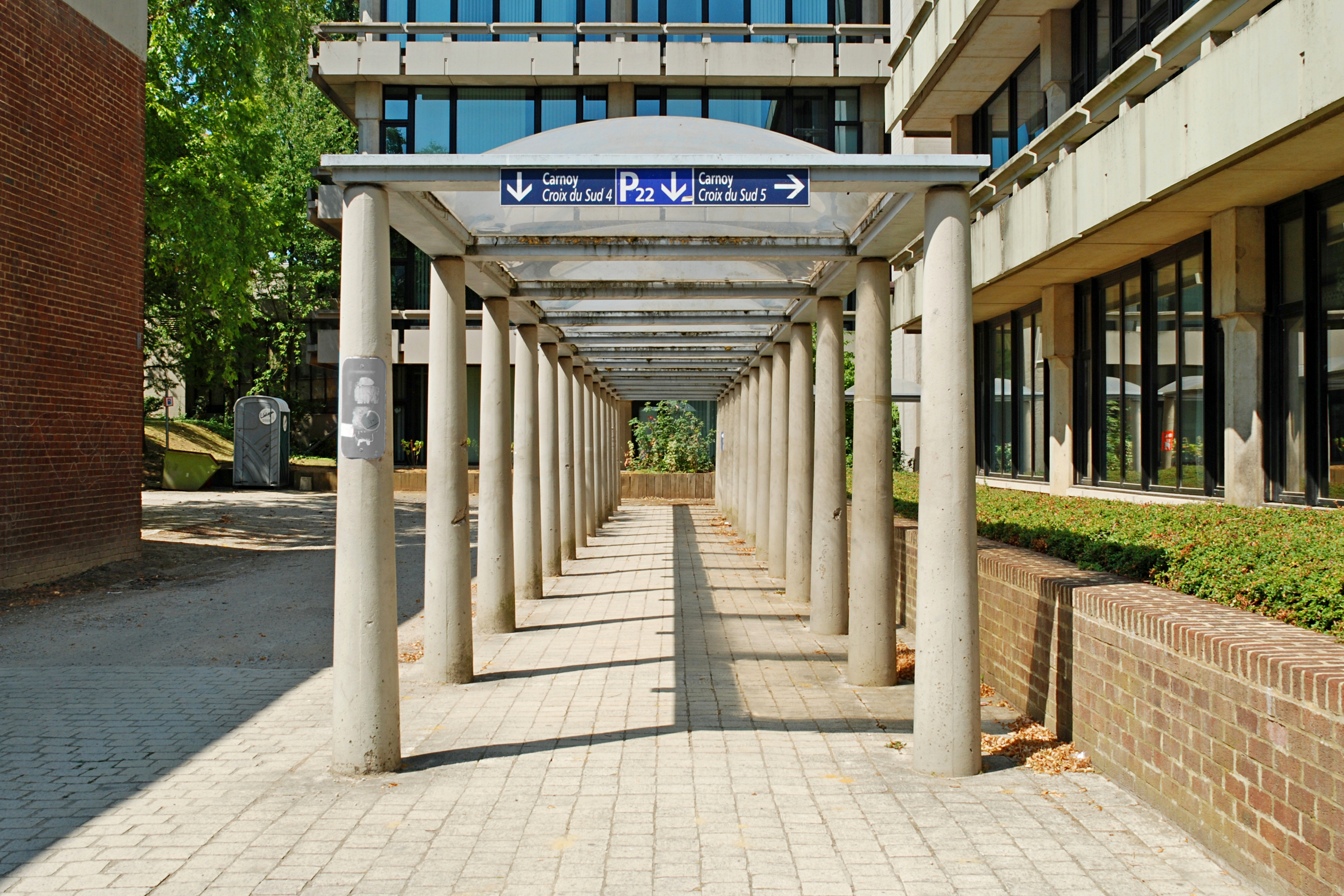
La galerie couverte qui mène aux bâtiments Carnoy.

Tandis que le centre de la ville est construit avec seulement un clin d'œil aux tendances brutalistes, le quartier est de la ville, qui constituait la première phase du développement de la ville, et qui fut édifié dès le début des années 1970 pour regrouper les tours et bâtiments des facultés des sciences, des sciences appliquées et des sciences agronomiques, présente un caractère brutaliste marqué, qui caractérise le Cyclotron, la place Sainte-Barbe, la place des Sciences et la place Croix-du-Sud entourée par les tours de la faculté des sciences (bâtiments Carnoy) et de la faculté d'ingéniérie biologique, agronomique et environnementale (bâtiments Mendel, Kellner, Boltzman et de Serres).
Ces bâtiments sont représentatifs de l'architecture brutaliste, caractérisée par des surfaces de « béton brut » qui présentent une texture héritée du bois de coffrage, le béton « brut de décoffrage »,, gardant la marque des planches de bois qui ont servi au moulage, leurs veinures ainsi que leurs lignes de jointure.
L'aspect « béton brut » n'est pas présent sur les balcons et les colonnettes des bâtiments, qui sont des éléments préfabriqués en béton lisse, mais il est très visible au niveau des cages d'escaliers et autres éléments verticaux, dont le béton a été coulé sur place selon la technique du béton « brut de décoffrage ».
Le pavement de la place est constitué de pavés de béton blanc connus sous le nom de « Blanc de Bierges », un type de pavés que l'on retrouve dans toute la ville de Louvain-la-Neuve et qui a marqué son paysage urbain.
Des galeries couvertes constituées de colonnes de béton et de dômes en plastique facilitent la circulation entre les bâtiments Mendel, Kellner, De Serres et Carnoy.

### Auditoires Croix-du-Sud
Le côté nord de la place est occupé par les auditoires Croix-du-Sud (le terme « auditoire » désigne un amphithéâtre, une grande salle de cours, en Belgique), mais aussi l'ensemble des auditeurs, le contenant et le contenu.
Les auditoires Croix du Sud sont répartis dans quatre bâtiments : trois petits bâtiments carrés situés au sud et à l'est de la place et un grand bâtiment qui abrite les quatre principaux auditoires : SUD 08 (290 places) et SUD 09 (210 places) au rez-de-chaussée, et SUD 18 (316 places) et SUD 19 (248 places) à l'étage.
Ce dernier bâtiment, de forme presque hémicirculaire, est précédé d'une grande galerie vitrée et un large escalier extérieur permet un accès direct à l'étage.

### Bâtiments Carnoy
Le côté ouest de la place est occupé par les bâtiments Carnoy, baptisés ainsi en l'honneur de Jean-Baptiste Carnoy, prêtre et biologiste belge, professeur à l'Université catholique de Louvain au XIXe siècle.
Édifiés en 1974 par Robert Courtois, Jean Wynen, Alexandre de Haes et Marc Van Raemdonck pour abriter les laboratoires de biologie de la faculté des Sciences, les bâtiments Carnoy comptent trois tours de taille croissante, comptant respectivement trois, quatre et cinq niveaux.
Ces bâtiments abritent l'Institut des Sciences et Technologies Biomoléculaires (LIBST - Louvain Institute of Biomolecular Science and Technology), anciennement appelé Institut des Sciences de la Vie (ISV - Institute of Life Sciences).

Bâtiments Carnoy
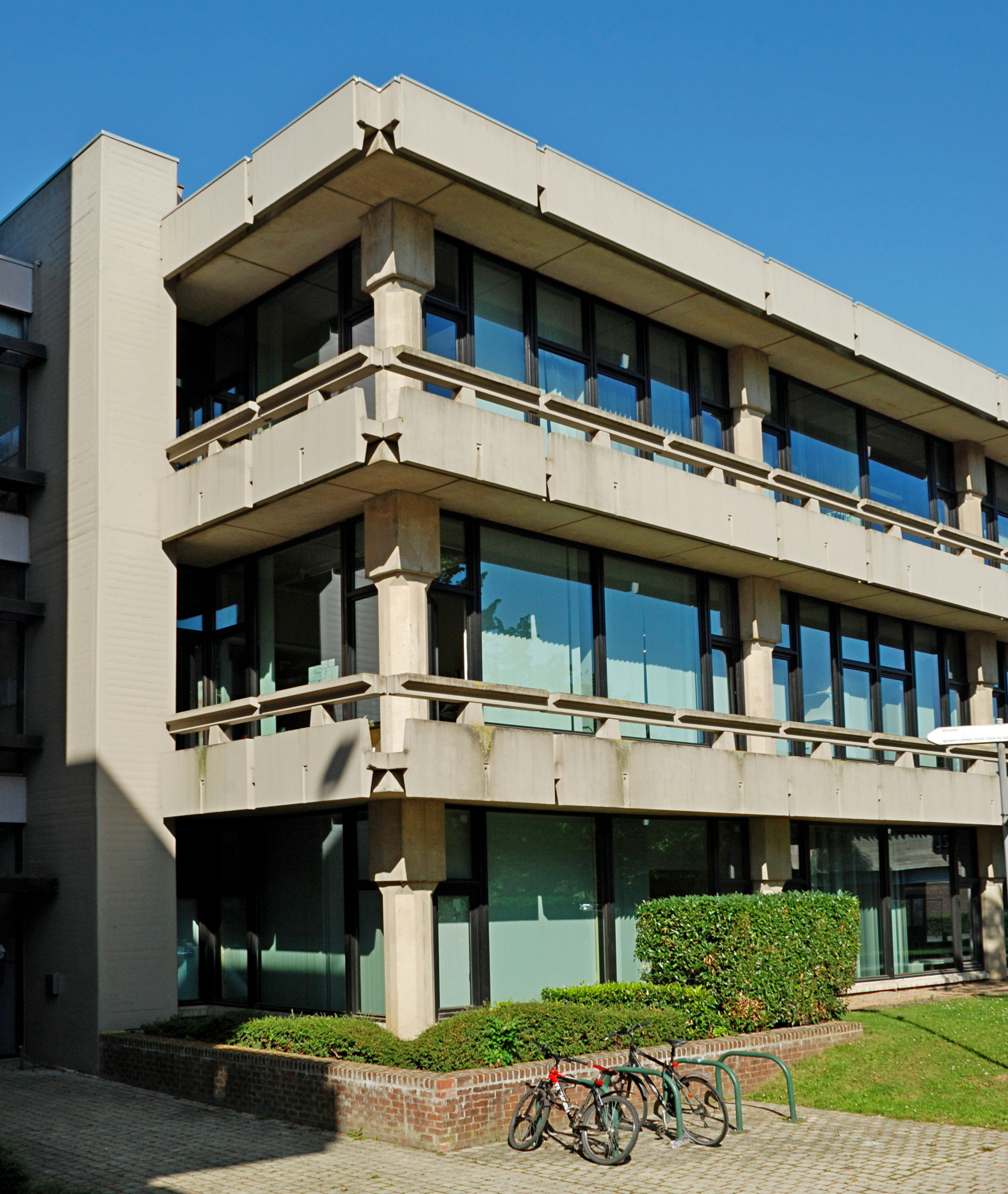
Angle de l'aile A.
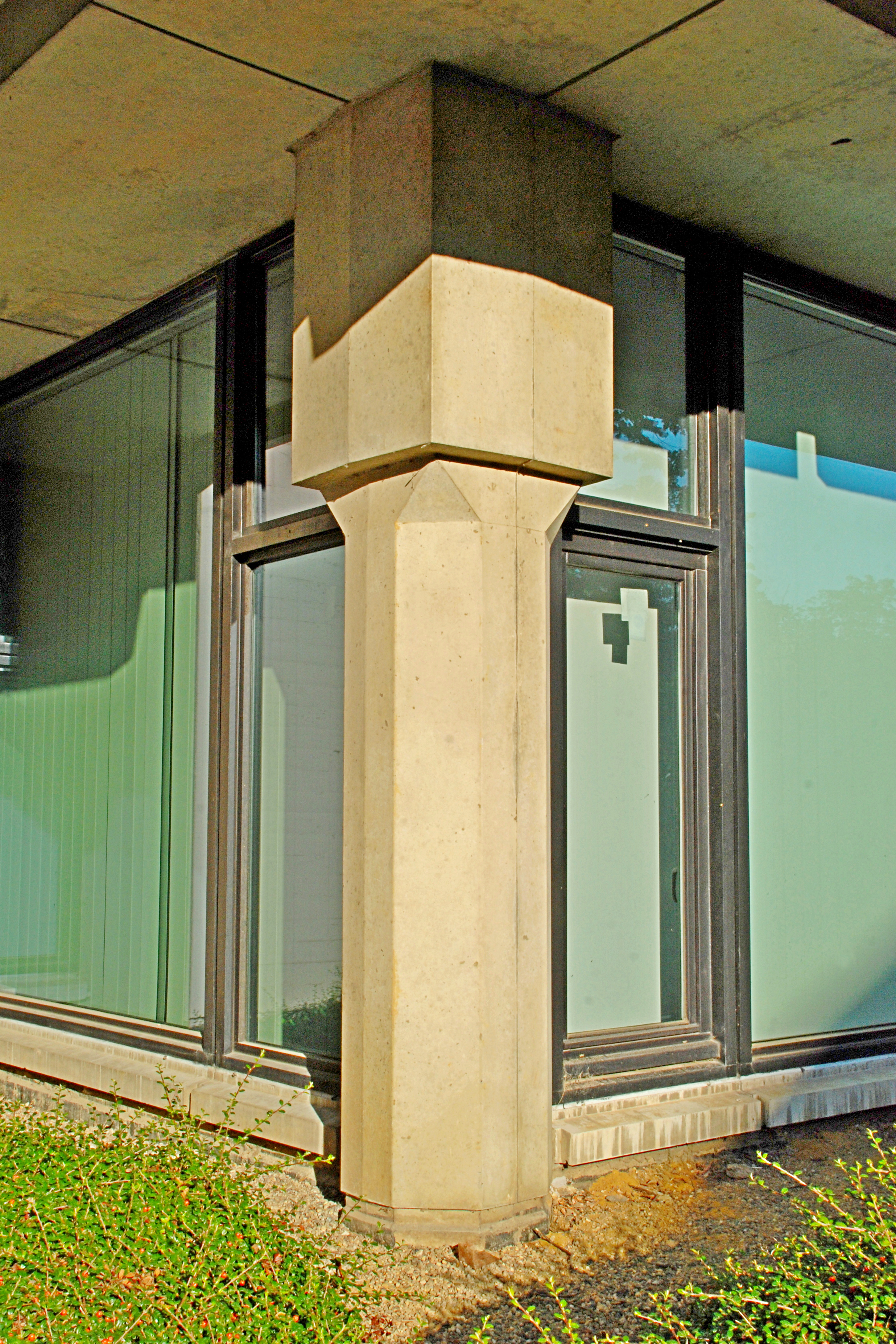
Colonnette de l'aile A.
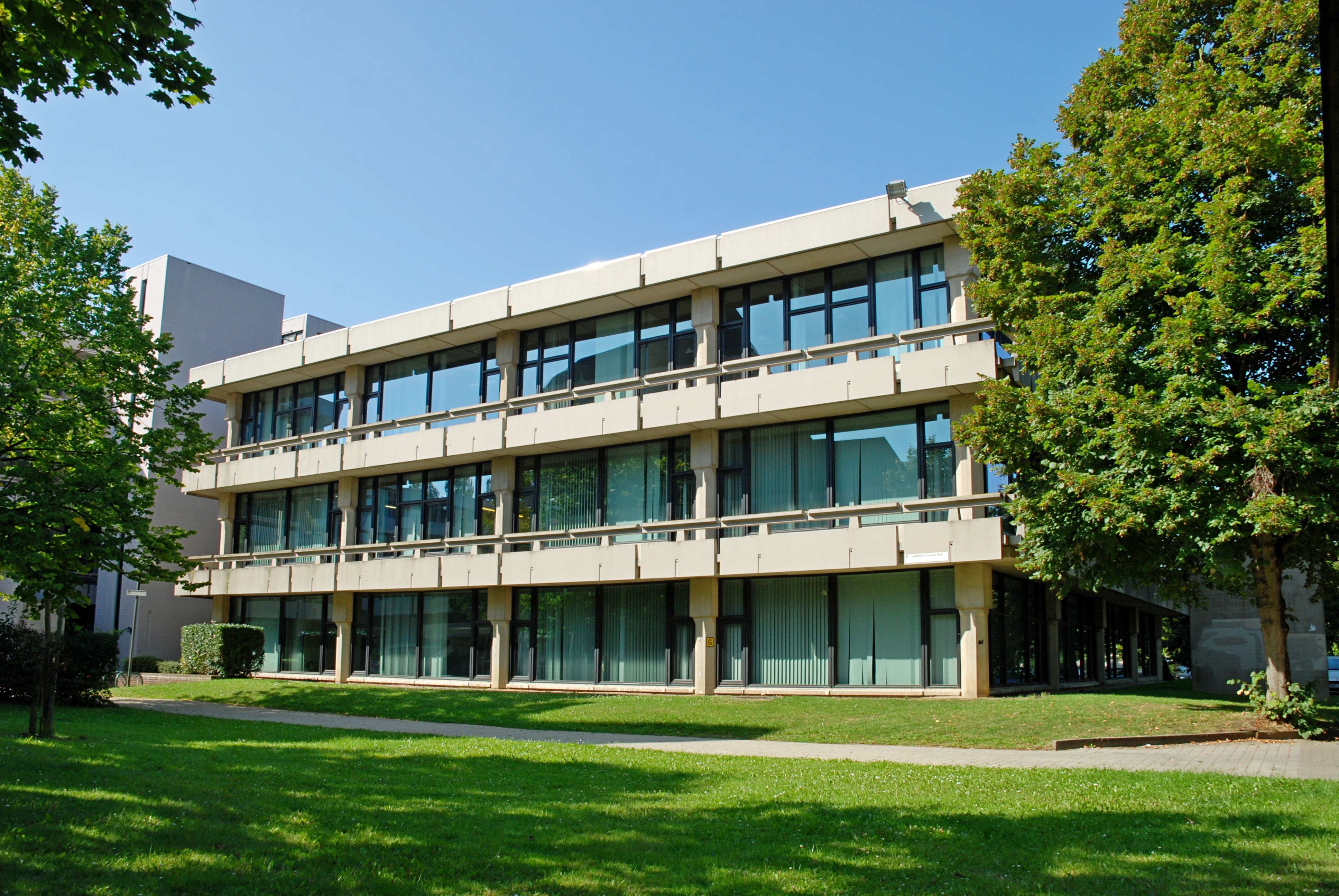
Aile A.
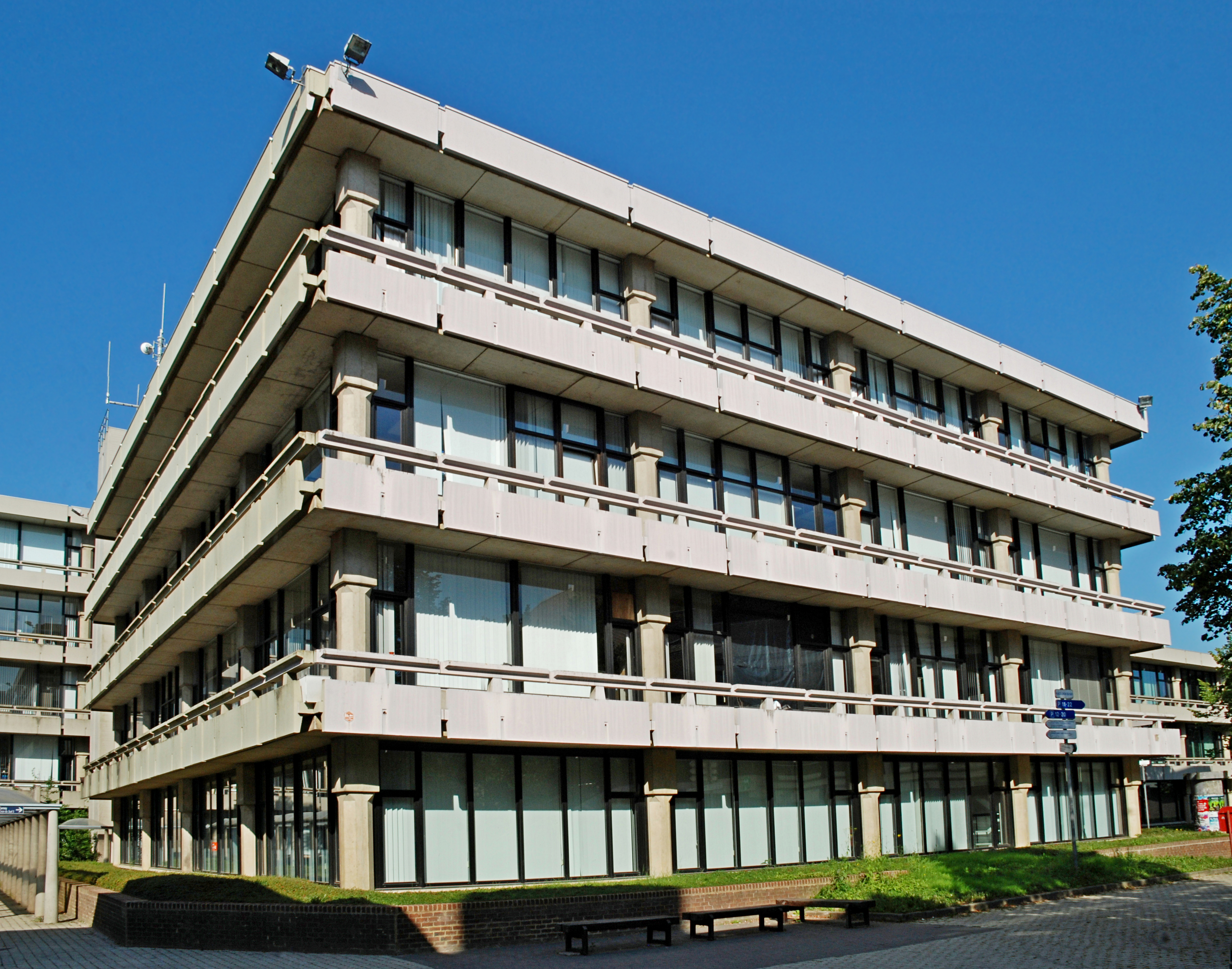
Aile B.

### Bâtiments Mendel, Kellner, Boltzman et De Serres

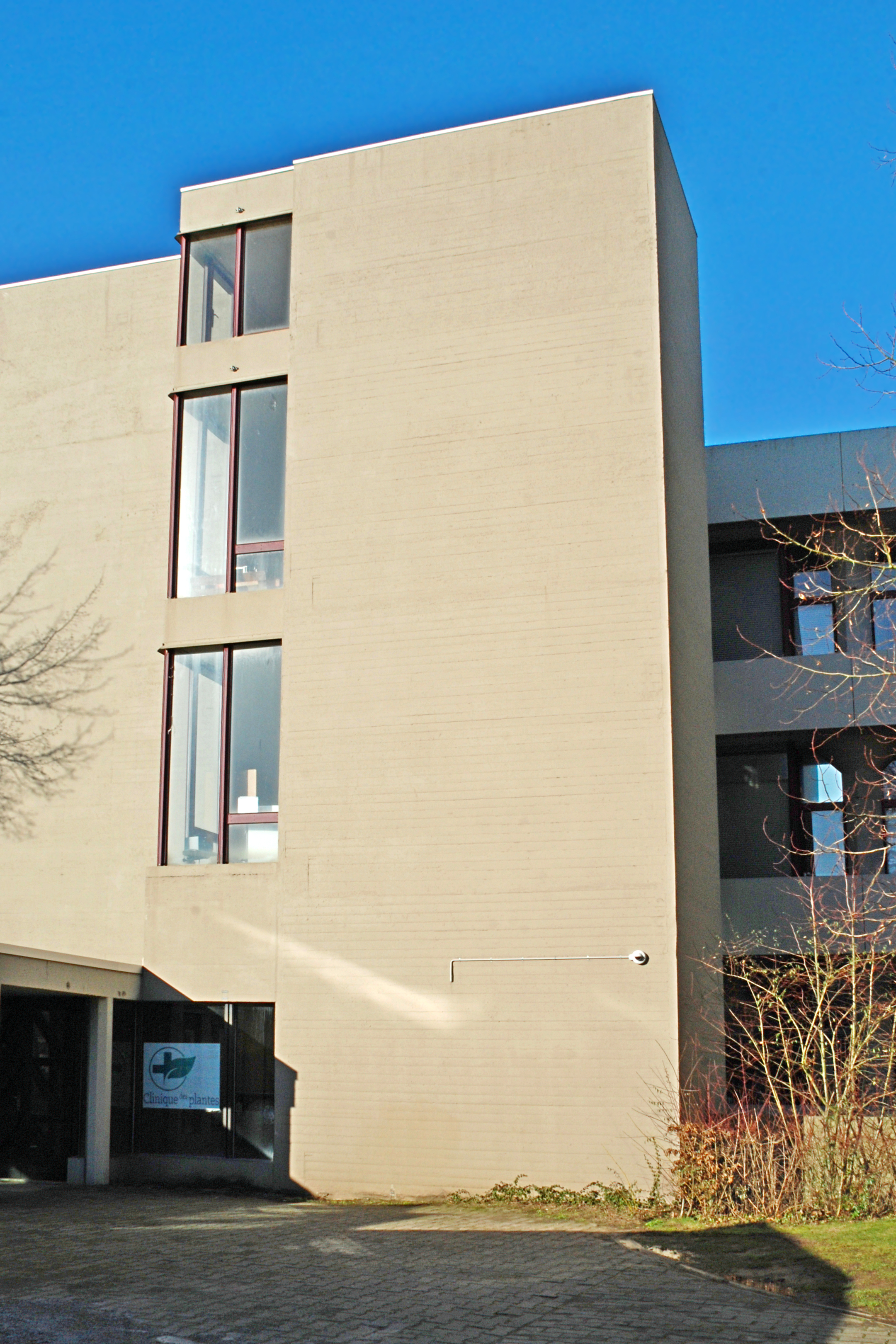
Colonne en « béton brut » du bâtiment Kellner.

Les côtés sud et est de la place abritent les bâtiments Mendel et Boltzmann, nommés ainsi en l'honneur de Gregor Mendel, le père de la génétique, et de Ludwig Boltzmann, physicien et philosophe autrichien.
Ils ont été édifiés en 1975 par Charles Vandenhove et Émile José Fettweis, pour abriter les laboratoires de la Faculté des Sciences Agronomiques, rebaptisée ultérieurement faculté d'ingéniérie biologique, agronomique et environnementale ou faculté des bioingénieurs.
À l'ouest du bâtiment Mendel se dresse le bâtiment Kellner, édifié en 1975 pour abriter l'école de médecine vétérinaire de l'UCL (rattachée à la Faculté des Sciences).
Au nord-est du bâtiment Mendel, on trouve le bâtiment De Serres (1975) dont le nom perpétue la mémoire d'Olivier de Serres, agronome français de la fin du XVIe siècle. Il abrite une partie de la Faculté d'ingénierie biologique, agronomique et environnementale de l'UCL, ainsi que le pôle Agronomie du Earth and Life Institute, mais aussi le bâtiment Boltzmann qui abrite une partie de l'Institute of Condensed Matter and Nanosciences (Institut de la matière condensée et des nanosciences), l'Unité de chimie et de physique des hauts polymères et l'Unité de physico-chimie et physique des matériaux,

Bâtiment Mendel
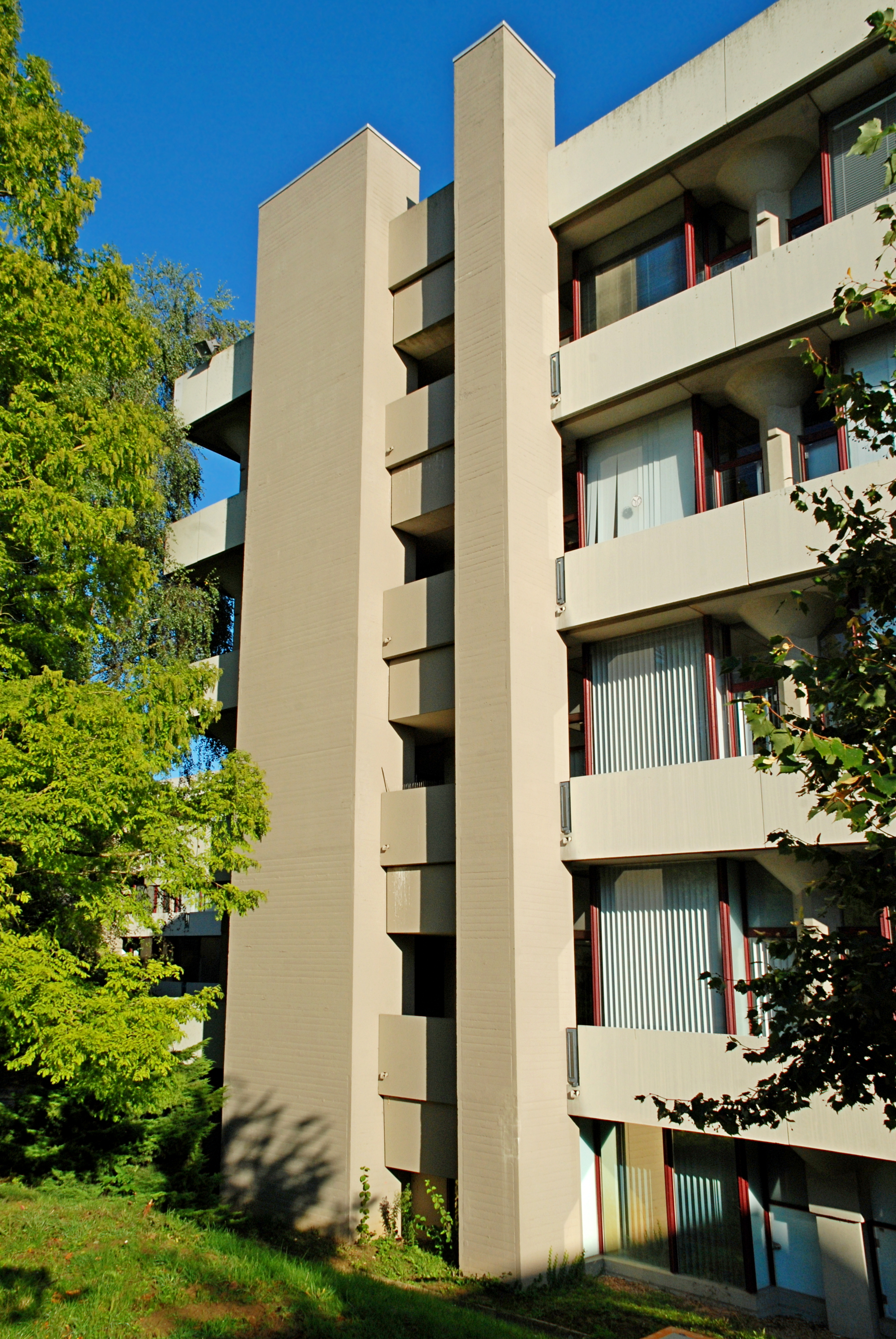
Cages d'escalier en « béton brut ».
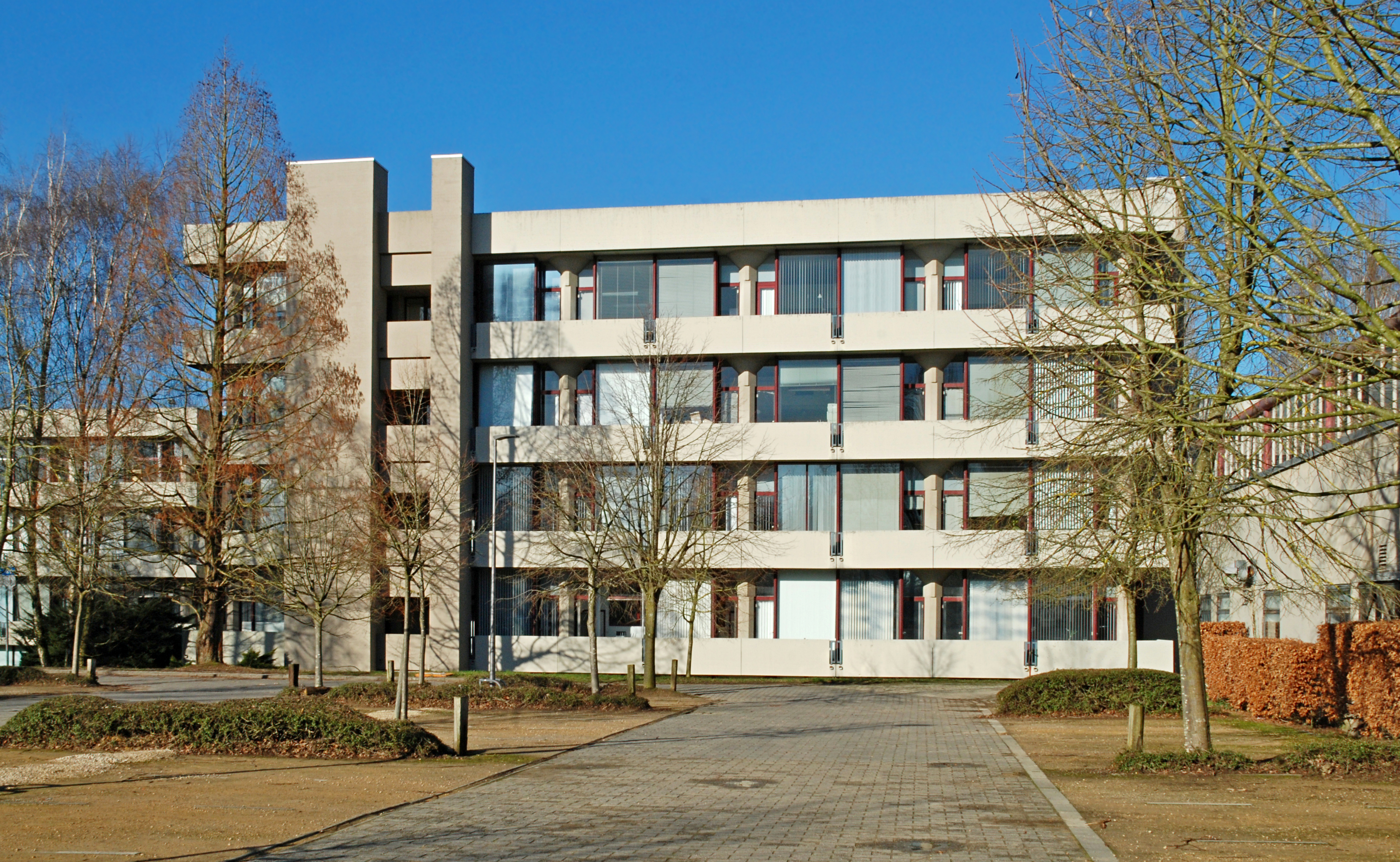
Façade sud.
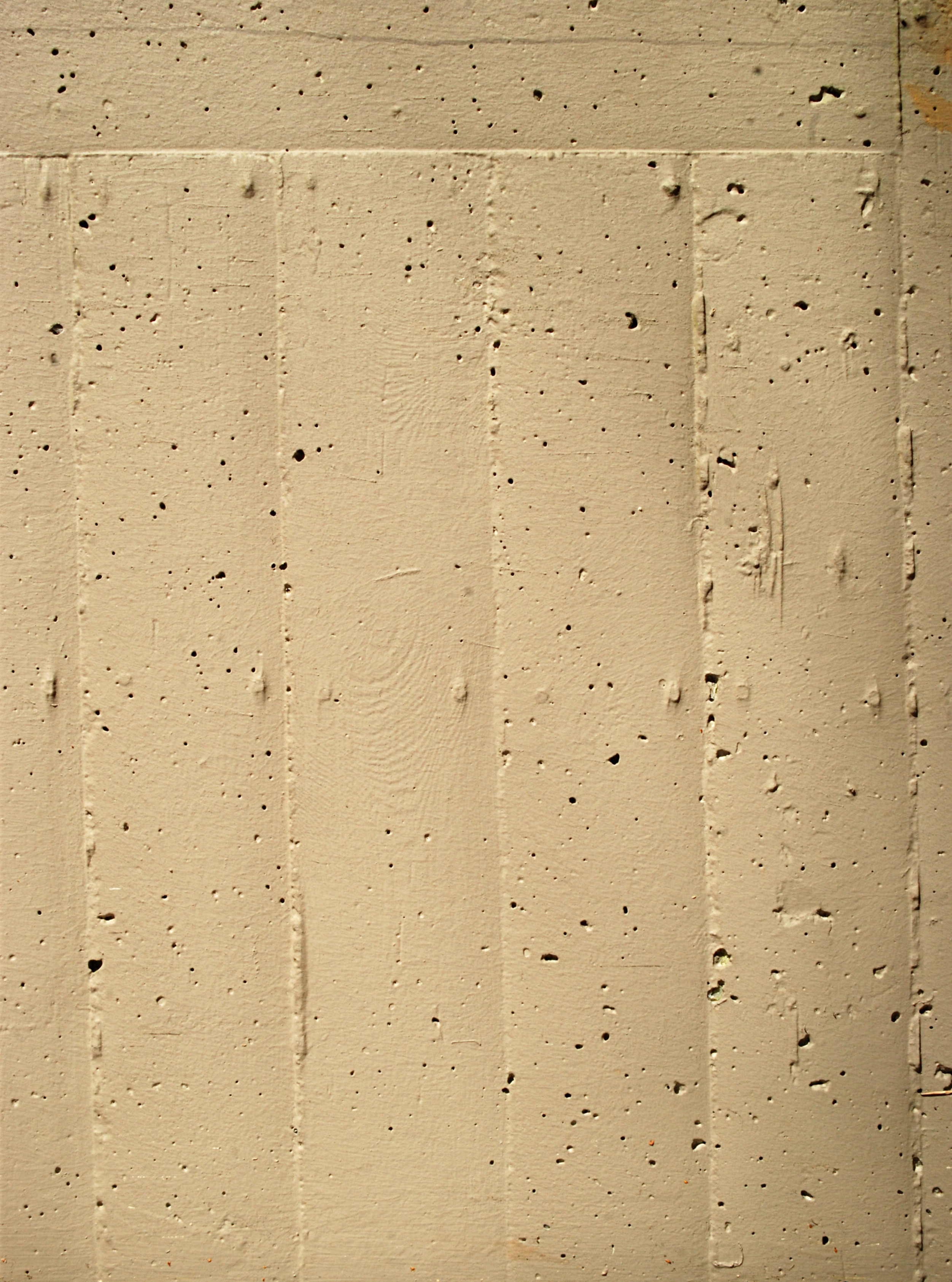
Aspect « béton brut ».